# Wojtas
Wojtas, właśc. Wojciech Schmidt (ur. 4 lipca 1974 w Kielcach) – polski raper, autor tekstów i producent muzyczny znany z działalności w grupie Wzgórze Ya-Pa 3, której jest współzałożycielem. Z zespołem uzyskał nominację do Fryderyka.
Współpracował z takimi wykonawcami, jak Jajonasz, Liroy, Kajman, IGS, Peja, Abradab, Gutek, O.S.T.R., Fu, Waco, Molesta Ewenement, Pęku, Kali, Rahim, czy Grubson.

## Życiorys
Równolegle pod koniec lat 90. XX w. Wojtas współtworzył kolektyw 10 Osób, który zarejestrował utwór tytułowy na kompilację Wspólna scena. Wydawnictwa w zamyśle wydawcy Krzysztofa Kozaka mającego na celu swoiste zjednoczenie krajowej sceny muzyki hip-hopowej. Po 2002 roku Wojtas rozpoczął solową działalność artystyczną. Pierwszy album solowy rapera zatytułowany Moja gra ukazał się w 2005 roku. Na płycie gościnnie wystąpili tacy wykonawcy jak: Rada, Borixon, Abradab, Gutek, Fu, Kali, PSF i Peja. Jednakże materiał spotkał się z komercyjnym niepowodzeniem. Wkrótce potem muzyk wyemigrował do Anglii. Po powrocie do kraju Wojtas związał się ze składem Hurragun wraz z którym zrealizował album pt. Hurrap. Następnie muzyk rozpoczął prace nad drugim albumem solowym. Kolejna produkcja Wojtasa zatytułowana 23 ukazała się w 2013 roku. Wydawnictwo dotarło do 17. miejsca zestawienia OLiS.

## Dyskografia
Albumy solowe
| Moja gra                    | - Data: 5 kwietnia 2005 - Wydawca: CK Records    | –  |
| 23                          | - Data: 27 września 2013 - Wydawca: Step Records | 17 |
| „–” album nie był notowany. |                                                  |    |

Występy gościnne
| Album                           | Rok  | Utwór                                                         | Źródło |
| ------------------------------- | ---- | ------------------------------------------------------------- | ------ |
| Molesta Ewenement – Ewenement   | 1999 | „Wady ludzkie” (gościnnie: Borixon, Wojtas)                   | [ 7 ]  |
| DJ 600V – Wkurwione bity        | 2001 | „Na to liczę” (gościnnie: Wojtas, Pęku)                       | [ 8 ]  |
| Borixon – WYP3 kolejna część    | 2001 | „Co za balet” (gościnnie: Wojtas, Radoskór)                   | [ 9 ]  |
| DJ 600V – V6                    | 2001 | „Ostrzeżenie Cz.2” (gościnnie: Wojtas)                        | [ 10 ] |
| Borixon – Mam pięć gram         | 2002 | „Mam 5 gram” (gościnnie: Wojtas)                              | [ 11 ] |
| Borixon – Rap daje mi siłę      | 2004 | „Tyle chwil” (gościnnie: Wojtas)                              | [ 12 ] |
| Musi – Przez Hip Hop Do Serca   | 2010 | „Czy to czujesz?” (gościnnie: Wojtas, Dj Ace)                 | [ 13 ] |
| Grubson – Coś więcej niż muzyka | 2011 | „Polski hip-hop” (gościnnie: AbradAb, Decybel, Rahim, Wojtas) | [ 14 ] |
| Borixon – New Bad Life          | 2014 | „Mój stary dom” (gościnnie: Wojtas)                           | [ 15 ] |
| Kali – Chudy Chłopak            | 2019 | „Freestyle” (gościnnie: Borixon, Wojtas)                      | [ 16 ] |
| Pelson – Linie Papilarne EP     | 2025 | „To jest tak” (gościnnie: Wojtas)                             | [ 17 ] |

Kompilacje różnych wykonawców
| Album                             | Rok  | Utwór | Źródło |
| --------------------------------- | ---- | --- | ------ |
| Hiphopowy raport z osiedla 2000   | 2000 | Dueton, Wojtas – „Zawsze powiem tak”                                                                       | [ 18 ] |
| Styl reprezentacji pierwszej ligi | 2000 | Wojtas – „Ostrzeżenie (1..2..3)”                                                                           | [ 19 ] |
| Gladiatorzy z miasta noży         | 2004 | Borixon, Faust, Karaz, Projekt Hamas, V.E.T.O., Wojtas – „Gladiatorzy z miasta noży” Wojtas – „Raz w roku” | [ 20 ] |
| Road Hip Hop 2005                 | 2005 | Wojtas – „Cyfra 3”                                                                                         | [ 21 ] |
| Waco Records Sampler 2006 Vol.1   | 2006 | Wojtas, Abradab, Gutek, Borixon – „Mój hajs”                                                               | [ 22 ] |
| Road Rap Hit Vol.1                | 2009 | Wojtas – „Cyfra 3”                                                                                         | [ 23 ] |

## Teledyski
| Tytuł                                                      | Rok  | Reżyseria/Realizacja          | Album    | Źródło |
| ---------------------------------------------------------- | ---- | ----------------------------- | -------- | ------ |
| „Pozmieniało się”                                          | 2005 | —                             | Moja gra | [ 24 ] |
| „Bez tego nie ma mnie” (gościnnie: Fu)                     | 2005 | —                             | Moja gra | [ 25 ] |
| „Ooo tak!”                                                 | 2011 | Madmosquito Art Group         | 23       | [ 26 ] |
| „Kalejdoskop”                                              | 2012 | Karol Buc                     | 23       | [ 27 ] |
| „OlDirtyDancing” (gościnnie: Liroy, DJ Hans, Kajman, Pęku) | 2013 | InSane Films, Konrad Szymczak | 23       | [ 28 ] |
| „Nie martw się” (gościnnie: Grubson)                       | 2013 | DelaFlow                      | 23       | [ 29 ] |
| „93 Bpm”                                                   | 2013 | Karol Bucki                   | 23       | [ 30 ] |
| „Uspokaja mnie to”                                         | 2013 | Karol Bucki                   | 23       | [ 31 ] |
| „Czego chcesz”                                             | 2014 | M.L. Filmz                    | 23       | [ 32 ] |
| Inne                                                       |      |                               |          |        |
| Kajman – „Rap się zmienił” (gościnnie: Borixon, Wojtas)    | 2012 | DigitalFlowGroup              | K2       | [ 33 ] |

## Filmografia
| Tytuł                         | Rok  | Uwagi                                                            | Źródło |
| ----------------------------- | ---- | ---------------------------------------------------------------- | ------ |
| „Kielce – Czyli Polski Bronx” | 1995 | film dokumentalny, reżyseria: Bogna Świątkowska, Marek Lamprecht | [ 34 ] |
| „Spona”                       | 1998 | film fabularny, reżyseria: Waldemar Szarek                       | [ 35 ] |
| „Mówią bloki człowieku”       | 2000 | film dokumentalny, reżyseria: Joanna Rechnio                     | [ 36 ] |